# Lycium australe
Lycium australe ist eine Pflanzenart aus der Gattung der Bocksdorne (Lycium) in der Familie der Nachtschattengewächse (Solanaceae). Sie ist die einzige Art der Gattung, deren natürliches Verbreitungsgebiet in Australien liegt.

## Beschreibung
Lycium australe ist ein meist 0,5 bis 2,5 m hoher, selten aber auch nur 0,2 m Höhe erreichender, verworren verzweigter Strauch. Er ist mit Stacheln bewehrt. Die Blüten sind weiß, cremeweiß, blau oder purpurn gefärbt. Die Blütezeit liegt zwischen Februar und Oktober.

## Vorkommen
Die Art ist in Australien verbreitet und wächst dort auf sandigen und lehmhaltigen Böden an den Rändern von Salzseen und verdichteten Tonschichten.

## Systematik
Molekularbiologische Untersuchungen ordnen die Art in eine Klade mit verschiedenen in Afrika beheimateten Arten ein. Eine von der Untersuchung stark unterstützte Klade besteht aus Lycium australe, der südafrikanischen Art Lycium tenue und der in Namibia vorkommenden Art Lycium gariepense.

## Belege

### Hauptquellen
- J.S. Miller und R.A. Levin: Lycium australe. In: Project Lycieae
- Lycium australe. In: Flora Base. The Western Australian Flora (online)